# 經正書院
經正書院是中國广西壮族自治区百色市田东县平馬鎮的一座歷史建築，始建於清代，是當時平馬鎮鄉賢捐資興辦的一所學堂。經正書院占地7336.25平方米，院舍青磚鋪地，建築朱梁畫棟，是平馬鎮保存最好的一座古建築，是全國重點文物保護單位。